# Germaine Kruip
Germaine Kruip (Castricum, 8 maart 1970) is een Nederlands kunstenares. 

## Biografie
Germaine Kruip is een Nederlands kunstenares met exposities in binnen- en buitenland. Ze studeerde aan DasArts en aan De Rijksakademie in Amsterdam. Ze maakt installaties en objecten op de grens tussen kunst en werkelijkheid. Een voorbeeld hiervan was haar werk 'Rehearsal', waarbij zij de lichten van het toen wegens verbouwing lege Rijksmuseum tussen zonsondergang en zonsopgang aan liet gaan. Ze had tentoonstellingen in Stedelijk Museum Amsterdam, S.M.A.K. in Gent en op  Art Basel Parcours.  Haar werk is onder meer opgenomen in de collectie van het Stedelijk Museum Amsterdam.
In 2005 ontwierp ze de jubileummunt die verscheen ter gelegenheid van het 25-jarig regeringsjubileum van Koningin Beatrix.

## Prijzen
- 2001: Charlotte Kohler prijs[5]
- 1999: Prix de Rome, tweede prijs in de categorie theater[6]